# Gérard Herter
Pour les articles homonymes, voir Herter.
Gerhard Haertter dit Gérard Herter est un acteur allemand né le 12 avril 1920 à Stuttgart (République de Weimar) et mort le 6 février 2007 à Munich. Il est surtout connu pour avoir tenu le rôle du cruel colonel Skimmel dans Adios Sabata et celui du baron von Schulenberg dans Colorado.

## Filmographie
- 1959 : La Grande Guerre (La grande guerra) de Mario Monicelli : l'officier autrichien
- 1959 : Caltiki, le monstre immortel (Caltiki - il mostro immortale) de Riccardo Freda et Mario Bava
- 1960 : Cinq Femmes marquées (Five Branded Women) de Martin Ritt
- 1960 : Sous dix drapeaux (Sotto dieci bandiere) de Duilio Coletti
- 1960 : La Charge des Cosaques (Agi Murad, il diavolo bianco) de Riccardo Freda
- 1961 : Le Cri des marines (en) (Then There Were Three) d'Alex Nicol
- 1966 : Colorado (La resa dei conti) de Damiano Damiani : le baron von Schlenberg
- 1967 : Poker d'as pour Django (Le due facce del dollaro) de Roberto Bianchi Montero[1]
- 1968 : Los machos (Uno di più all'inferno) de Giovanni Fago
- 1969 : Les Sept Bâtards (Quella dannata pattuglia) de Roberto Bianchi Montero : colonel Kleist
- 1970 : Vierges pour Satana (Una spada per Brando) d'Alfio Caltabiano
- 1971 : Adios Sabata (Indio Black, sai che ti dico : Sei un gran figlio di...) de Gianfranco Parolini : le colonel Skimmel
- 1972 : Ludwig : Le Crépuscule des dieux (Ludwig) de Luchino Visconti